# Île Mornington (Australie)
Pour les articles homonymes, voir Île Mornington.
L'île Mornington (en anglais : Mornington Island) est la plus grande des 22 îles qui forment l'archipel des îles Wellesley. Elle est située en mer d'Arafura, plus précisément dans le golfe de Carpentarie, au nord de l'Australie, dans l'État du Queensland. Le point culminant de l'île est de 150 m et sa population de 1 000 personnes réside pour la plupart à Gununa, au sud-est de l'île. La majorité des habitants est formée d'aborigènes : les Lardil sont le plus ancien et important groupe de l'île et est considéré comme le propriétaire traditionnel de l'ile et des eaux environnantes. Les Kiadilt sont arrivés récemment (1947) depuis l'île voisine de Bentinck, quand les eaux douces de l'île ont été contaminées par de l'eau salée lors d'un cyclone.
Propriété de la communauté aborigène, l'île est inaccessible sans une autorisation écrite du Conseil du Comté de Mornington à demander par écrit au moins 6 semaines à l'avance. La réponse n'est pas forcément positive. La consommation et l'importation d'alcool y est interdite.

## Personnalités notoires liées à l'île
- Sally Gabori, artiste, y a vécu.